# Hostětín
Hostětín (en allemand : Hostietin) est une commune du district d'Uherské Hradiště, dans la région de Zlín, en République tchèque. Sa population s'élevait à 214 habitants en 2020.

## Géographie
Hostětín est situé au nord-ouest des Carpates blanches, sur le territoire du parc naturel CHKO Bílé Karpaty. Le village est situé dans la vallée du ruisseau Kolelač. Au nord s'élève le mont Široká (411 m), au nord-est le mont Bukovina (473 m), au sud-est les monts Kozice (512 m) et Klemůvka (643 m), au sud Hradisko (648 m), Měřiny (593 m) et Salaš (564 m), au sud-ouest Pitínský vrch (535 m), à l'ouest Louky (419 m) et au nord-ouest Plošti (467 m) et Ploštiny (477 m). Au nord-ouest du village passe le chemin de fer Wlara, la gare Hostětín est située à 700 m à l'extérieur du village.

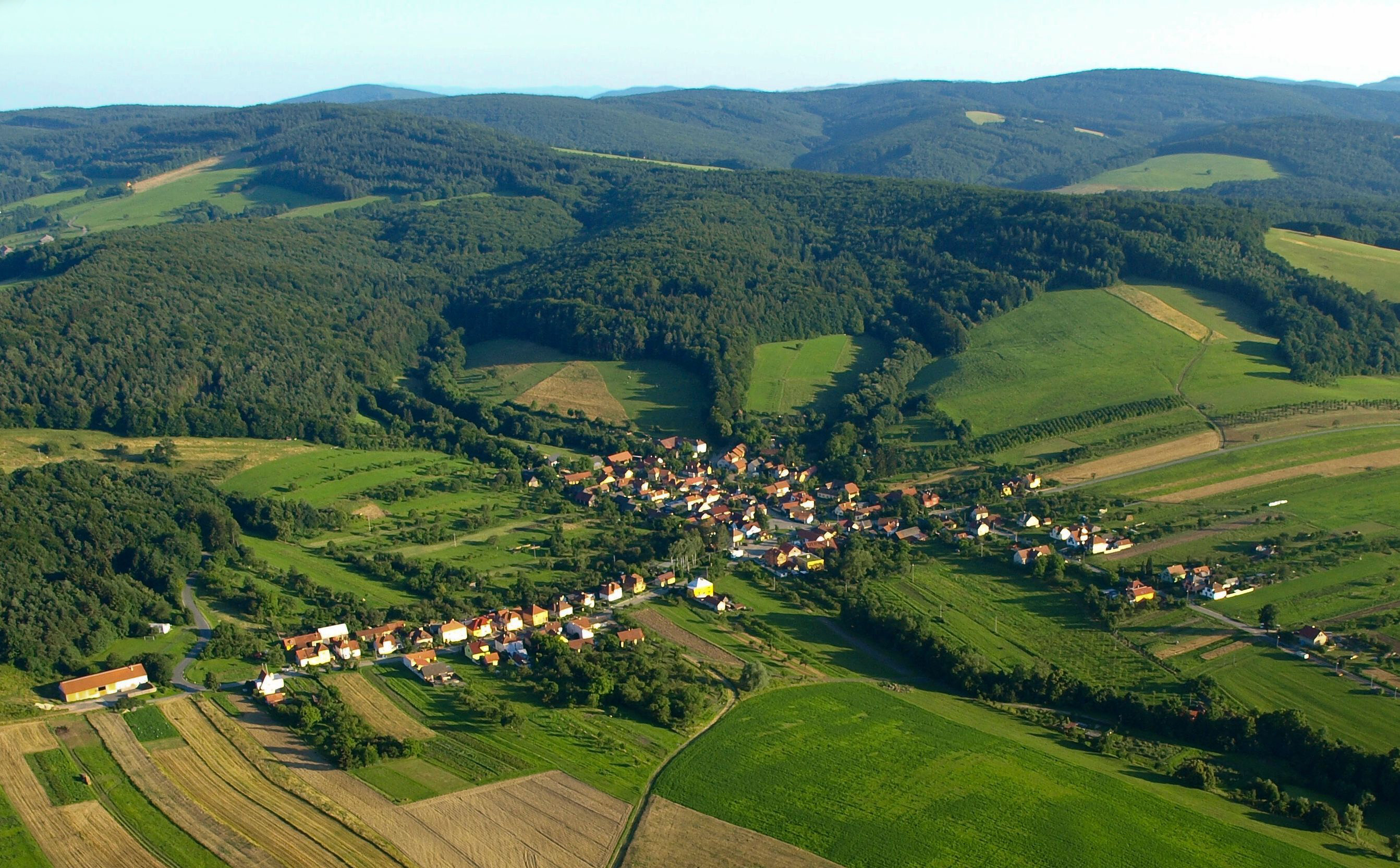
Hostětín : vue aérienne.

Hostětín se trouve à 26 km au sud-est de Zlín, à 29 km à l'est d'Uherské Hradiště, à 95 km à l'est-sud-est de Brno et à 274 km au sud-est de Prague.
La commune est limitée par Slavičín au nord, par Šanov à l'est et au sud-est, et par Pitín au sud-ouest et à l'ouest.

## Histoire
La première mention écrite du village date de 1412.

## Transports
Par la route, Hostětín se trouve à 6 km de Slavičín, à 388 km d'Uherské Hradiště, à 38 km de Zlín, à 108 km de Brno et à 315 km de Prague.